# 이바탄어
이바탄어(Ivatan, Ibatan)는 치린 누 이바탄(Chirin nu Ibatan, 이바탄 족의 언어)으로도 알려져 있으며 바타네스 제도에서 쓰이는 오스트로네시아어족 언어이다.
바타네스주는 루손섬보다 타이완에 더 가깝지만, 타이완 제어에 속하지는 않는다. 이바탄어는 바탄어군에 속하며, 바탄어군은 오스트로네시아어족의 말레이폴리네시아어파 중 한 갈래이다.
바부얀섬에서 쓰이는 방언이 있다. 바부얀섬은 스페인 식민지 시기에 인구가 급감하였고, 식민지 말기에 바탄 섬에서 온 일가들로 인해 인구가 한 차례 회복되었다.

## 개요
이바탄어는 어휘가 특징적이다. 대부분의 어휘가 vakul, Ivatan, 그리고 valuga와 같이 v자를 포함하고 있다. 문자 e는 schwa oun, 또는 uh에서처럼 발음되고, Dios Mamajes, 'di-yos-ma-ma-huhs', 그리고 palek 'pa-luhk'에서와 같이 발음된다. 필리핀 북부 언어 집단인과 관련되어 있지만, 고립되어 왔던 관계로 이바탄 어는 다른 두 바시익 하위집단인 야미어와 이트바야트어와 더 밀접하게 연관된다. 두 언어 모두 루손 섬에 토착어가 아니었다. 비록 각자의 ISO 분류 코드를 받았기는 하지만, 바부얀 집단의 섬들 근처에서 말해지는 이바탄 어는 이바탄어와 너무 유사해서 이바탄 어의 방언으로 분류를 해야할 지 또는 별개의 언어로 구분해야 할 지 명확하지 않다.

## 음운

### 닿소리
|                |        | 입술소리 | 치경음 | 후치경음/ 경구개음 | 연구개음 | 성문음 |
| -------------- | ------ | -------- | ------ | ------------------ | -------- | ------ |
| 비음           | 비음   | m        | n      | ɲ                  | ŋ        |        |
| 파열음/ 파찰음 | 무성음 | p        | t      | tʃ                 | k        | ʔ      |
| 파열음/ 파찰음 | 유성음 | b        | d      | dʒ                 | ɡ        |        |
| 마찰음         | 마찰음 | v        | s      |                    | ɣ        | h      |
| 유음           | 설측음 |          | l      |                    |          |        |
| 유음           | 탄음   |          | ɾ      |                    |          |        |
| 반모음         | 반모음 |          |        | j                  | w        |        |

### 홀소리
|        | 전설 | 중설 | 후설 | 후설 |
| ------ | ---- | ---- | ---- | ---- |
| 고모음 | i    |      | ɯ    | u    |
| 중모음 |      |      | o    | o    |
| 저모음 |      | a    |      |      |

e는 외래어에서만 나타난다.